# Pas d'armes
Il passo d'arme è una usanza basso medievale che riguarda la sfida tra due o più cavalieri desiderosi di misurarsi per confrontare il proprio coraggio ed il proprio valore.
L'origine del nome francese sembra derivi dall'abitudine militare di fare di sentinella ai punti strategici nel confronto tra eserciti (passi tra montagne, ponti, guadi di fiume).
In tali occasioni non si concedeva il passo all'avversario. Resta in italiano una forma linguistica che indica un gesto di cavalleria verso il gentil sesso. Il "Cavaliere" infatti "cede il passo" solo di fronte alla bellezza e alla gentilezza di una dama.
Questi duelli, non necessariamente mortali e non necessariamente tra nemici, assunsero carattere di veri e propri spettacoli strutturati, cui venne successivamente dato il nome di Torneo con uno specifico regolamento da onorare, al punto che ancora oggi questo termine è in uso ad indicare una tenzone sportiva.
Il cavaliere era spesso un "Campione" ovvero il miglior rappresentante di un gruppo o anche semplicemente di una dama di cui si "portavano i colori". Questi potevano essere i colori del casato o anche una semplice sciarpa avuta in pegno di stima dalla dama.
Essi hanno perciò iniziato anche a far parte della letteratura del periodo, nei cicli epici cavallereschi e d'amor cortese come Il Ciclo Bretone. 
Autori italiani per eccellenza che mettono in poesia passi d'arme sono Torquato Tasso e Ludovico Ariosto.
Originariamente nata per il confronto tra nobili in ambito feudale, esso si estese poi in generale a chiunque fosse edotto nel "mestiere delle armi".
Spesso il passo d'arme era perciò esteso più generalmente anche ai "Valorosi", quindi anche a veterani del campo di battaglia, talora nobili decaduti, quali i Capitani di Ventura.
Il passo d'arme per eccellenza fa riferimento ad una sfida italo-francese capeggiata proprio da uno di questi Capitani di Ventura, Ettore Fieramosca.
Stiamo parlando della celeberrima Disfida di Barletta in cui Ettore ed i suoi valorosi compagni, accusati di codardia, ebbero la meglio sulla compagine francese capeggiata da Monsieur Guy de la Motte.